# Lobophyllia dentatus
Lobophyllia dentatus là một loài san hô trong họ Mussidae. Loài này được Veron mô tả khoa học lần đầu tiên vào năm 2002.